# Franco Borsi
Franco Borsi (Firenze, 6 gennaio 1925 – Roma, 13 marzo 2008) è stato uno storico dell'architettura italiano.

## Biografia
Borsi ha studiato architettura all'Università di Firenze. Dopo uno stage di architettura in Norvegia, si trasferì a Roma. Come architetto si specializzò in architettura d'interni, in particolare nei locali notturni della zona di Via Veneto. 
Negli anni Sessanta iniziò a insegnare alla Facoltà di Architettura dell'Università di Firenze, diventando professore di Storia dell’architettura, impegnandosi nella costituzione dell’Istituto di Storia dell’architettura (poi Dipartimento).
Alla fine degli anni Sessanta iniziò l’attività di consulente tecnico del Parlamento, partecipando a imprese e restauri architettonici. 
Scrisse saggi scientifici, caratterizzati da novità di taglio e da libertà critica, che si affermano a livello internazionale. Tra gli studi sull’architettura italiana vanno ricordati i contributi su Giovanni Michelucci (1966), Leon Battista Alberti (1980), Bernini (1980) e Bramante (1989). 
All’attività didattica e di storico dell’architettura, Borsi affiancò quella di promotore e organizzatore di grandi eventi, come la mostra Firenze e la Toscana dei Medici nell’Europa del Cinquecento (Firenze, 1974-75), e di convegni scientifici internazionali. Nel 1974 fu consulente di Giovanni Spadolini nella fase costitutiva del Ministero dei Beni Culturali.

## Scritti
- Franco Borsi (ed.), Giovanni Michelucci, Firenze, Libreria editrice fiorentina, 1966
- Per una storia delle teorie delle proporzioni, Firenze, Centro stampa della Cooperativa libraria Universitatis Studii Florentini [stampa], 1967; sta in «Quaderni della Cattedra di disegno della Facolta di architettura, Università degli studi di Firenze»; 2 [Con il facs. dell’ed. di Ratisbona del 1486 del Buchlein von der Fialen Gerechtigkeit, di M. Roriczer, trad. italiana a fronte]
- La chiesa di S. Andrea al Quirinale, Roma, Officina, 1967
- Franco Borsi (ed.) Hermann Finsterlin, idea dell'architettura = Architektur in seiner Idee, Firenze, Libreria editrice fiorentina, 1968
- Franco Borsi-Paolo Portoghesi, Victor Horta, Bari, Editori Laterza, 1ª ed. 1969; 1982
- Franco Borsi-Robert L. Delevoy-H. Wieser-Benedetti, Bruxelles 1900 capitale de l'Art Nouveau, Roma, Officina, 1972
- Franco Borsi-G. K. Koenig, Architettura dell'espressionismo, Genova, Vitali e Ghianda, 1972
- Franco Borsi, Firenze del Cinquecento, Roma, Editalia, 1974
- Franco Borsi-Geno Pampaloni, Le Piazze, Novara, Istituto geografico De Agostini, 1975
- La Maison du peuple: sindacalismo come arte, Bari, Dedalo Libri, 1978
- Leon Battista Alberti: l’opera completa, Milano, Electa, 1973 (?) 2ª ed. 1980
- Bernini architetto, Milano, Electa, 1980
- Franco Borsi (ed.), Fortuna degli Etruschi, Milano Electa, 1985
- L'ordine monumentale in Europa 1929-1939, Roma, Edizioni di Comunità, 1986
- Franco Borsi (ed.), Bramante, catalogo critico, Milano, Electa, 1989
- Franco Borsi-Stefano Borsi, Paolo Uccello, Milano, Leonardo, 1992
- Franco Borsi-Francesco Gurrieri, Koenig, due testimonianze, Firenze, LEF, stampa 1991